# Allatyw
Allatyw (Allativus) – przypadek w językach aglutynacyjnych i fleksyjnych oznaczający przemieszczanie się desygnatu w kierunku do i do wewnątrz pewnego określonego obiektu (odwrotnie niż ablatyw).
Występuje w językach ugrofińskich (zwłaszcza węgierskim, fińskim i języku estońskim), także w językach turkijskich (między innymi w języku tatarskim). Reliktowo formy allatywu znane są także językom bałtyckim, litewskiemu i łotewskiemu, jednak nie są charakterystyczne dla współczesnych języków. Zachowane w języku litewskim formy allatywu (np. vakarop "pod wieczór", velniop "do diabła") zwykle interpretowane są w opracowaniach leksykograficznych jako przysłówki.

## Język fiński
Końcówką allatiwu w języku fińskim jest -lle. Ta sama końcówka obowiązuje w liczbie mnogiej. Przypadek podlega zjawisku wymiany stóp i w większości końcówka przypadka występuje gdy rdzeń przyjmuje stopę słabą.
- talo (dom) – talolle (na dom) taloille – na domy
- saari (wyspa) – saarille (na wyspę).

Często jest odpowiednikiem celownika w językach indoeuropejskich i odpowiada na pytanie: "komu?", "czemu?"
- Sano minulle – powiedz mi
- Antoin kirjan lapsilleni – dałem książkę moim dzieciom.

## Język tatarski
Allatyw (юнәлеш килеше) jest jednym z sześciu przypadków deklinacyjnych rzeczownika i zaimka tatarskiego (tatarskie przymiotniki nie odmieniają się przez przypadki). 
Pełni funkcję podobną do polskiego celownika, ale niekiedy polskiego biernika.
Odpowiada na pytania: komu? czemu? gdzie? (кемгә? нәрсәгә?).
Końcówki: -га/-гә, -ка/-кә 
- өй (dom) – Без (my) өйгә (do domu) кердек (przyszliśmy). – Przyszliśmy do domu.
- Казан (Kazań) – Автобус (autobus) Казанга (do Kazania) бара (jedzie). – Аutobus jedzie do Kazania.